# Triuret

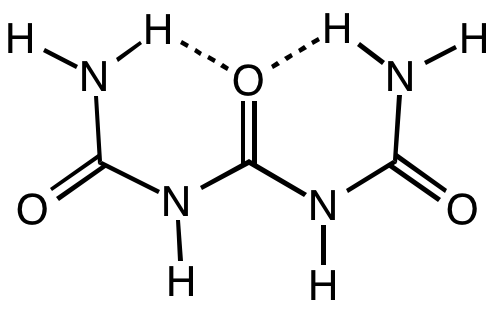
Structure chimique du triuret.

Le triuret est un composé organique de formule (H2NC(O)NH)2CO. C'est un produit de la pyrolyse de l'urée. 
Le triuret est un solide incolore, cristallin, hygroscopique, légèrement soluble dans l'eau froide ou l'éther, et plus soluble dans l'eau chaude. C'est une molécule plane. Le carbonyle central est lié par une liaison hydrogène aux deux groupes amino terminaux.

## Synthèse
Le composé est typiquement préparé en chauffant des couches minces d'urée, les couches minces facilitant l'échappement de l'ammoniac :
3 (H2N)2CO → [H2NC(O)NH]2CO + 2 NH3
Le triuret peut également être préparé par traitement de l'urée au phosgène :
2 (H2N)2CO + COCl2 → [H2NC(O)NH]2CO + 2 HCl
Une synthèse similaire utilise de l'urée et du carbonate de diméthyle avec du méthoxyde de potassium comme catalyseur :
2 (H2N)2CO + CO(OCH3)2 → [H2NC(O)NH]2CO + 2 MeOH
La synthèse originale impliquait l'oxydation de l'acide urique avec du peroxyde d'hydrogène.
Le triuret est un sous-produit compliquant dans la synthèse industrielle de mélamine à partir d'urée.

## Composés apparentés
- Urée
- Biuret
- Acide cyanurique